# Бранко Вујовић
Бранко Вујовић (Подгорица, 30. септембар 1935 — Београд, 20. јул 2017) био је српски историчар уметности и професор Универзитета у Београду. Уже је био опредељен за српску историју уметности 18. и 19. века, посебно за историју Београда.

## Биографија
Завршио је Суворовско војно училиште у Курску (1953) и Вишу војну академију у Москви (1956). По повратку у Србију завршио је историју уметности на Филозофском факултету у Београду (1961) и режију на Позоришној академији у Београду. Дипломирао је и докторирао (1984) на Групи за историју уметности Филозофског факултета у Београду.
Од 1962. до 1981. службовао је у Заводу за заштиту споменика културе града Београда, једно време и као руководилац Одсека за истраживање. Одатле прелази у Музеј града Београда где до 1984. ради као руководилац Одељења за покретне споменике. Каријеру универзитетског наставника почео је на Природно-математичком факултету у Београду (1984–85), а наставио, све до пензионисања (2001). у звању редовног професора, на Факултету примењених уметности у Београду.
Осим педагошким радом бави се научним истраживањем историје српске уметности 18. и 19. века. Узео је учешћа у бројним домаћим и међународним научним скуповима из историје уметности, балканологије и заштите споменика културе. Оснивач је и дугогодишњи главни уредник часописа “Свеске Друштва историчара уметности” (1977). (О његовом животу и делу објављена књига Милоша Јевтића, Раскршћа Бранка Вујовића, в. лит).

## Књиге
1. Црквени споменици на подручју града Београда = Les monuments religieux dans la region de la ville de Belgrade. Књ. 2. Београд : Завод за заштиту споменика културе града Београда, 1973.

- Уметност обновљене Србије : 1791-1848. Београд : Просвета : Републички завод за заштиту споменика културе, (Библиотека Уметнички споменици). 1986.  978-86-07-00077-7.

1. Бранковина. Београд : Републички завод за заштиту споменика културе, 1983.
2. Saborna crkva u Beogradu : prilog istoriji izgradnje i ukrašavanja glavnog beogradskog hrama. [B. m. : b. i., 1984].
3. Надгробни споменици манастира Гргетега. Нови Сад : [Матица српска], 1988.
4. Црква Светог великомученика Димитрија у селу Лесковцу. Београд : Одбор за прославу 300 г. Постојања храма Светог великомученика Димитрија у Лесковцу и 100 г. од изградње садашње цркве, 1992.

- Београд у прошлости и садашњости. Београд : „Драганић“, (Библиотека Наслеђе). 1994.  978-86-441-0014-0.
- Манастир Фенек, Земун : „Драганић“, [Београд] : Одбор за заштиту и ревитализацију манастира Фенек, (Библиотека Наслеђе). 1995.  978-86-441-0070-6.

1. Српске цркве и манастири Београда : [Београд, Галерија САНУ, 31. јануар - 12. фебруар 1995. г.]: [Београд : Музеј Патријаршије], 1995.
2. Саборна црква у Београду. Београд : Народна књига-Алфа, 1996.

- 50 година Факултета примењених уметности у Београду. Београд : Факултет примењених уметности. 1999.  978-86-80245-14-0.
- Београд : културна ризница. Београд : Идеа : Војноиздавачки завод. 2003.  978-86-7547-053-3.
- Београд у прошлости и садашњости. Београд : Драганић, (Библиотека Наслеђе). 2003.  978-86-441-0014-0.
- Belgrade, Cultural Treasury. Belgrade: Idea. 2004. ISBN 978-86-7547-068-7.
- Историја уметности. Београд : Б. Вујовић. 2005.  978-86-906871-0-7.
- Belgrade Past and Present. 2005. ISBN 978-86-441-0600-5.. Belgrade : Draganić, (Biblioteka Nasleđe / [Draganić]).